# 容寿铿
容寿铿（1920年—1970年），男，广东人，中国天文学家，南京大学天文系创建人之一，曾任中山大学天文台台长。